# Шишкова Оксана Валеріївна
Шишкова Оксана Валеріївна (нар. 10 червня 1991, м. Харків) — українська лижниця, біатлоністка. Майстер спорту України міжнародного класу. 
Учасниця зимових Паралімпійських ігор 2010 у Ванкувері, Канада. 
Чотирьохразова бронзова призерка зимових Паралімпійських ігор 2014 у Сочі, Росія. 
Дворазова чемпіонка зимових Паралімпійських ігор 2018 у Пхьончхані, Південна Корея, де крім золотої медалі також стала тричі срібною та один раз бронзовою призеркою.

## Біографія
Оксана Валеріївна Шишкова народилася 10 червня 1991 року в місті Харків.
З трьох років займалася у секції акробатичної гімнастики. У сім років почала займатися кунгфу.  
У десятирічному віці у неї почав погіршуватися зір і вона отримала інвалідність з дитинства по зору.
З тринадцяти років почала займатися паралімпійською легкою атлетикою (100 м і 200 м), отримала звання «Майстра спорту України». 
У 2003 році взяла участь у Чемпіонаті України з легкої атлетики. 
А вже із 2004 року, навчаючись у школі-інтернаті № 12 для дітей з ослабленим зором, почала займатися лижними гонками та біатлоном. 
Після закінчення школи у 2009 році поступила на перший курс до Харківської зооветеринарної академії, на спеціалізацію «Кінолог».
Зараз займається спортом у Харківському обласному центрі «Інваспорт». Тренер — Ворчак М. В.

## Спортивна кар'єра
Оксана Шишкова є фіналісткою кубку світу 2009 року з лижних гонок та біатлону м. Сьюсьоен (Норвегія). Вона зайняла 4 та 6 місця з біатлону, 8 місце — лижні гонки). Також є фіналісткою чемпіонату світу 2009 року у м. Вуокатті (Фінляндія), де зайняла 4 місце з біатлону (довга дистанція) серед спортсменів-інвалідів з вадами зору. 
Брала участь у зимовій Паралімпіаді 2010 у Ванкувері (Канада).
На Кубках світу 2011 року спортсменка здобула дві срібні медалі у біатлоні (перегони з переслідування та 7,5 км). 
У Кубку світу 2012 Оксана отримала «срібло» та «бронзу» в естафеті. 
На Чемпіонаті світу 2013 року у Соллефтео (Швеція) була нагороджена бронзовою медаллю в біатлоні (середня дистанція) і стала срібною призеркою фіналу Кубку світу 2013 року.
2014 року на змаганнях у м. Вуокатті (Фінляндія) спортсменка отримала «бронзу» у змаганнях з біатлону (гонка переслідування). 
У Оберстдорфі (Німеччина) вона брала участь у змаганнях за першість фіналів Кубку світу з зимових видів спорту серед спортсменів з вадами зору та ураженнями опорно-рухового апарату. Лижні гонки проходили із 16 по 19 січня 2014 року і Оксана Шишкова отримала срібну (спринт вільний стиль) та бронзову медалі (довга дистанція 15 км, вільний стиль).
У 2014 році, Оксана у складі національної паралімпійської збірної України їде на зимову Паралімпіаду у Сочі й здобуває чотири бронзові медалі.

## Медалі зимових Паралімпійських ігор

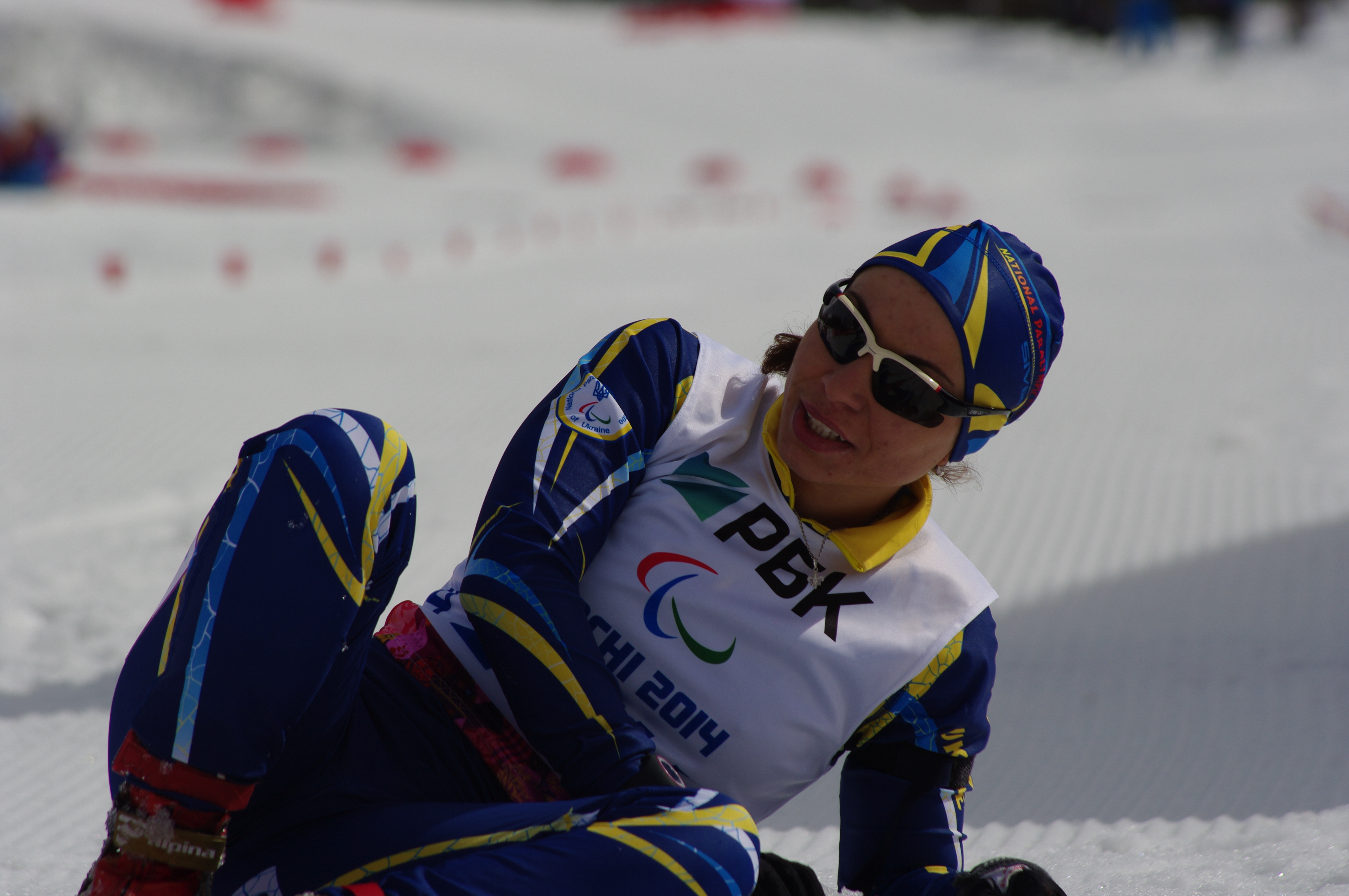
Оксана Шишкова на зимових Паралімпійських іграх 2014 у Сочі, Росія, де вона виграла чотири бронзові медалі.

### Зимові Паралімпійські ігри 2014(Сочі,Росія)
У Сочі  у спортсменці у цих дисциплінах допомагав спортсмен-лідер (гайд) Лада Нестеренко.

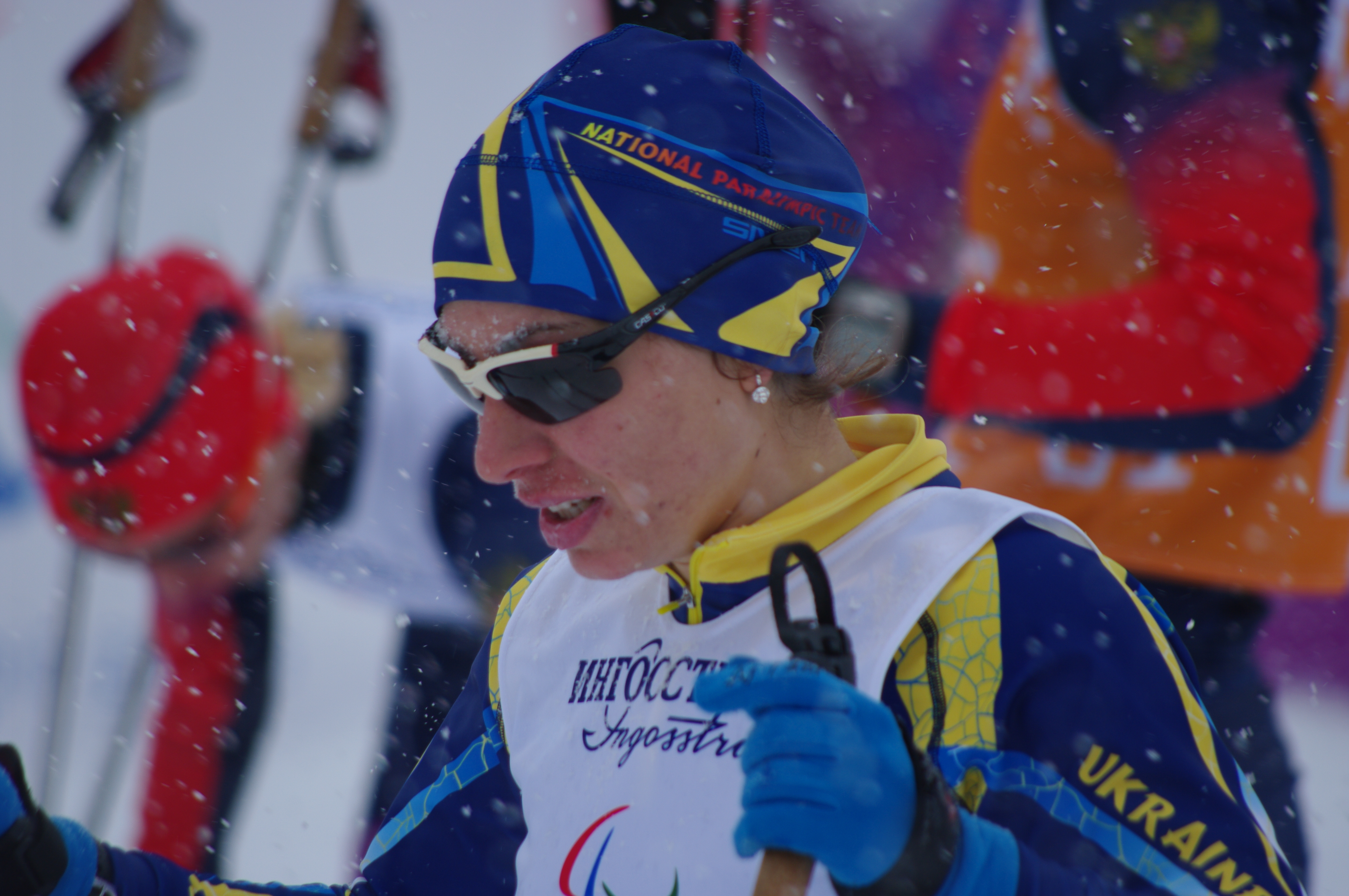
Оксана Шишкова на старті перед змаганням (Зимові Паралімпійські ігри в Сочі)

| Місце          | Дисципліна                  |
| -------------- | --------------------------- |
| Біатлон        |                             |
| Бронза         | 6 км, з вадами зору         |
| Бронза         | 10 км, з вадами зору        |
| Бронза         | 12,5 км, з вадами зору      |
| Лижні перегони |                             |
| Бронза         | спринт, 1 км, з вадами зору |

### Зимові Паралімпійські ігри 2018(Пхьончхан,Південна Корея)
На цій Паралімпіаді спортсменці з вадами зору допомагав по дистанції спортсмен-лідер (гайд)  Віталій Казаков.
| Місце          | Дисципліна                             |
| -------------- | -------------------------------------- |
| Біатлон        |                                        |
| Золото         | 10 км, з вадами зору                   |
| Срібло         | 6 км, з вадами зору                    |
| Срібло         | 12,5 км, з вадами зору                 |
| Лижні перегони |                                        |
| Золото         | Естафета 2,5х4 км, мікс                |
| Срібло         | 15 км, вільним стилем, з вадами зору   |
| Бронза         | 1.5 км, спринт, класика, з вадами зору |

### Зимові Паралімпійські ігри 2022(Пекін,Китай)
| Місце          | Дисципліна                                    |
| -------------- | --------------------------------------------- |
| Біатлон        |                                               |
| Золото         | 6 км, з вадами зору                           |
| Золото         | 12,5 км, з вадами зору                        |
| Срібло         | 10 км, з вадами зору                          |
| Лижні перегони |                                               |
| Золото         | 15 км, класика, з вадами зору                 |
| Срібло         | 1.5 км, спринт, вільним стилем, з вадами зору |

## Нагороди
- Почесна громадянка Харківської області (2018)[6].

## Цікаві факти
- На зимових Паралімпійських іграх  у Сочі Оксана, разом з двома іншими українськими паралімпійцями: Віталієм Лук'яненко та Юлією Батенковою-Бауман, здобула найбільшу кількість нагород серед паралімпійської команди України - по 4 медалі. При цьому усі її нагороди - бронзові.
- На зимових Паралімпійських іграх 2018 Оксана стала найбільш титулованою спортсменкою паралімпійської збірної України (6 медалей).
- На тій Паралімпіаді вона здобула 6 нагород, тобто майже четверту частину від усієї суми медалей команди України (всього 22 нагороди).
- У Пхьончхані Оксана взяла участь у семи змаганнях і лише один раз вона не підіймалася на п'єдестал пошани, зайнявши сьоме місце.

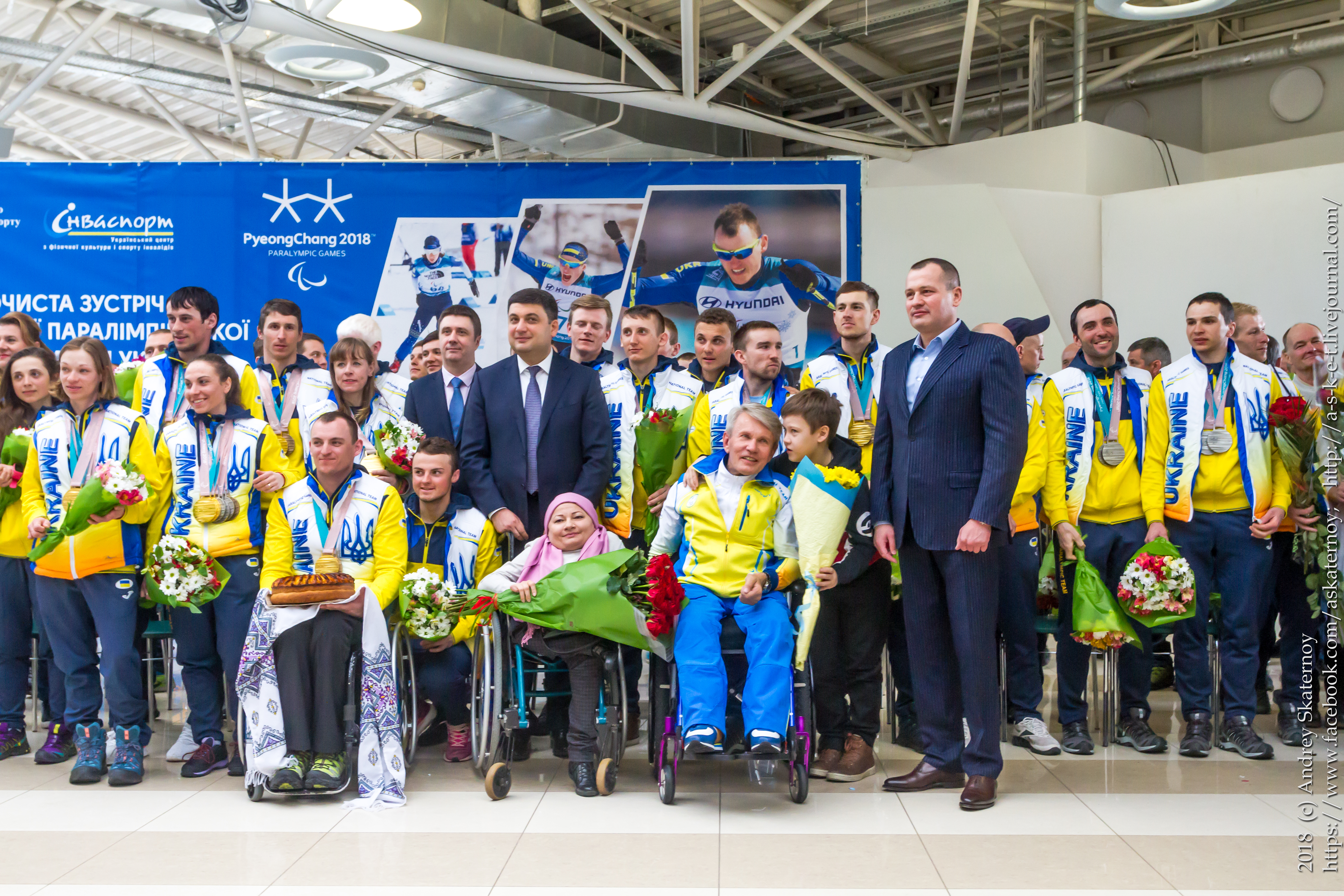
Зустріч української команди паралімпійців після успішного виступу на зимових Паралімпійських іграх 2018 у Київі, Україна. Оксана стоїть другою з лівого боку у першому ряді.

- Зустріч української команди паралімпійців після успішного виступу на зимових Паралімпійських іграх 2018 у Київі, Україна. Оксана стоїть другою з лівого боку  у першому ряді.У лижних перегонах на Паралімпіаді 2018 року Оксана здобула повний комплект нагород, зайнявши перше, друге й третє міісце у різних дисциплінах.